# Pomnik Józefa Wieczorka w Katowicach
Pomnik Józefa Wieczorka w Katowicach – pomnik upamiętniający górnika kopalni „Giesche” – Józefa Wieczorka, zlokalizowany przy ul. Zofii Nałkowskiej na terenie dzielnicy Janów-Nikiszowiec, naprzeciw skweru Emila i Georga Zillmannów.

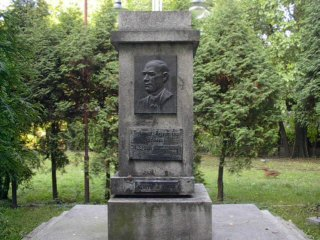
Pomnik przed modernizacją

Pomnik powstał w 1947 roku. Na cokole znajdowało się odlane z brązu popiersie Józefa Wieczorka, ukazujące go z lewego półprofilu. Opiekowała się nim Kopalnia Węgla Kamiennego „Wieczorek”. Popiersie w pierwszym dziesięcioleciu XXI wieku zostało skradzione. 
W 2010 roku monument odrestaurowano, dzięki wsparciu Galerii Szyb Wilson i Fundacji Eko Art Silesia. Z inicjatywą reaktywacji pomnika wystąpili potomkowie Józefa Wieczorka. Obiekt zamiast popiersia Wieczorka uwieńczono rzeźbą w kształcie otwartej dłoni. Każdy jej palec ma na inny kolor (czarny, zielony, niebieski, żółty, czerwony). Pomnik odnowiono w stylu art new. 
Autorem tego pomysłu jest artysta rzeźbiarz Paweł Orłowski. Zmodernizowany monument odsłonięto 17 listopada 2010 roku o godzinie 15.00. Godzinę później odbył się specjalny koncert z tej okazji.